# Relazione di Mayer
La relazione di Mayer è in generale la relazione che esprime la differenza tra il calore specifico (per unità di quantità di sostanza) a una coordinata termodinamica costante e quello alla sua forza coniugata costante:
{\displaystyle c_{F_{i}}-c_{x_{i}}=T\left({\frac {\partial F_{i}}{\partial T}}\right)_{x_{i}}\left({\frac {\partial x_{i}}{\partial T}}\right)_{F_{i}}}
Essa deriva dalla relazione di Maxwell in entropia e temperatura. Questa differenza nel caso di alcuni sistemi termodinamici particolari può essere declinato nel caso di particolari calori specifici e può assumere delle espressioni particolari nei coefficienti termodinamici.
Un caso notevole è quello del gas ideale, per cui la relazione diventa semplicemente nella sua notazione più semplice:
{\displaystyle c_{p}-c_{v}=1}
In cui la differenza è tra calore specifico isobaro e calore specifico isocoro.
Prende il nome da Julius Robert von Mayer, medico e fisico tedesco del XIX secolo.

## Derivazione termodinamica
In base alla relazione di Maxwell in entropia e temperatura i calori specifici rispettivamente a coordinata costante e forza coniugata costante sono legati:
{\displaystyle {\begin{aligned}x_{i}\neq s,&\quad F_{i}\neq T\\[4pt]\left({\frac {\partial s}{\partial x_{i}}}\right)_{T}&=\left({\frac {\partial F_{i}}{\partial T}}\right)_{x_{i}}\\[4pt]\end{aligned}}}
che sostituita nell'identità:
{\displaystyle \left({\frac {\partial s}{\partial T}}\right)_{F_{i}}=\left({\frac {\partial s}{\partial T}}\right)_{x_{i}}+\left({\frac {\partial s}{\partial x_{i}}}\right)_{T}\left({\frac {\partial x_{i}}{\partial T}}\right)_{F_{i}}}
tenendo conto della definizione di calore specifico
{\displaystyle c_{x}=\left({\frac {\partial q}{\partial T}}\right)_{x}=T\left({\frac {\partial s}{\partial T}}\right)_{x}}
porta alla relazione di Mayer:
{\displaystyle c_{F_{i}}-c_{x_{i}}=T\left({\frac {\partial F_{i}}{\partial T}}\right)_{x_{i}}\left({\frac {\partial x_{i}}{\partial T}}\right)_{F_{i}}}

## Sistema termodinamico semplice
Per un sistema termodinamico semplice abbiamo una sola relazione, ovvero tra il calore specifico isobaro (a pressione costante) e il calore specifico isocoro (a volume specifico costante), ovvero la relazione generale viene declinata con coordinata generalizzata corrispondente al volume specifico, e forza generalizzata corrispondente alla pressione:
{\displaystyle c_{p}-c_{v}=T\left({\frac {\partial p}{\partial T}}\right)_{v}\left({\frac {\partial v}{\partial T}}\right)_{p}=-T\left({\frac {\partial v}{\partial T}}\right)_{p}^{2}\left({\frac {\partial p}{\partial v}}\right)_{T}}
Per un solido o un liquido questi due calori specifici sono sostanzialmente uguali.
Per un gas invece la differenza, pari al lavoro di espansione, è significativa ed è quindi opportuno specificare le condizioni del sistema.
Per sostanze omogenee, la relazione di Mayer si può esprimere nei coefficienti termodinamici:
{\displaystyle c_{p}-c_{v}={\frac {T}{n}}{\frac {\alpha ^{2}}{\beta }}}
, dove n è la densità numerica, {\displaystyle T} è la temperatura fondamentale, {\displaystyle \alpha } è il coefficiente di dilatazione termica e {\displaystyle \beta } è la comprimibilità isoterma.

### Dimostrazione
La seguente dimostrazione è così composta: dal primo principio della termodinamica si passa alle equazioni dq (per il differenziale del calore) e da queste alle espressioni delle capacità termiche nell'energia libera del sistema, poi sempre dalle equazioni dq nelle variabili di stato rispettivamente volume e temperatura, e pressione e temperatura, e introducendo la definizione di entropia, le espressioni delle capacità termiche e gli altri coefficienti termodinamici si arriva alle equazioni Tds. A questo punto si arriva per sottrazione delle due alla relazione di Mayer generalizzata.
Il primo principio della termodinamica può essere espresso come:
{\displaystyle dq=du+pdv}
Esprimendo l'energia interna specifica come funzione di due variabili di stato fra le tre: pressione, volume specifico e temperatura, rispettivamente le coppie (p,v), (p,T) e (v,T), si ottiene:
{\displaystyle dq=\left({\frac {\partial u}{\partial p}}\right)_{v}dp+\left[\left({\frac {\partial u}{\partial v}}\right)_{p}+p\right]dv}
{\displaystyle dq=\left[\left({\frac {\partial u}{\partial T}}\right)_{p}dT+p\left({\frac {\partial v}{\partial T}}\right)_{p}\right]dT+\left[\left({\frac {\partial u}{\partial p}}\right)_{T}+p\left({\frac {\partial v}{\partial p}}\right)_{T}\right]dp}
{\displaystyle dq=\left({\frac {\partial u}{\partial T}}\right)_{v}dT+\left[\left({\frac {\partial u}{\partial v}}\right)_{T}+p\right]dv}
Queste sono le equazioni dq. Da queste si deducono le espressioni per i calori specifici:
{\displaystyle c_{v}=\left({\frac {\partial q}{\partial T}}\right)_{v}=\left({\frac {\partial u}{\partial T}}\right)_{v}}
{\displaystyle c_{p}=\left({\frac {\partial q}{\partial T}}\right)_{p}=\left({\frac {\partial h}{\partial T}}\right)_{p}}
In cui h=u+pv è l'entalpia specifica del sistema.
Ora, ponendo dq=Tds in cui s è l'entropia specifica del sistema, si ha che l'equazione dq in (T,v) diventa:
{\displaystyle ds={\frac {1}{T}}\left({\frac {\partial u}{\partial T}}\right)_{v}dT+{\frac {1}{T}}\left[\left({\frac {\partial u}{\partial v}}\right)_{T}+p\right]dv}
siccome ds è un differenziale esatto, bisogna che sia per il teorema di Schwartz:
{\displaystyle \left({\frac {\partial }{\partial v}}\right)_{T}\left[{\frac {1}{T}}\left({\frac {\partial u}{\partial T}}\right)_{v}\right]=\left({\frac {\partial }{\partial T}}\right)_{v}\left[{\frac {1}{T}}\left({\frac {\partial u}{\partial v}}\right)_{T}+{\frac {p}{T}}\right]}
E differenziando al membro di destra, dopo un po' di algebra si ottiene:
{\displaystyle \left({\frac {\partial u}{\partial v}}\right)_{T}=T\left({\frac {\partial p}{\partial T}}\right)_{v}-p}
La sostituzione di questa nell'equazione per ds porta all'equazione:
{\displaystyle Tds=\left({\frac {\partial u}{\partial v}}\right)_{T}dT+T\left({\frac {\partial p}{\partial T}}\right)_{v}dv}
Similmente, dalla equazione dQ nella forma (T,p) si ottiene:
{\displaystyle Tds=\left({\frac {\partial h}{\partial v}}\right)_{T}dT-T\left({\frac {\partial v}{\partial T}}\right)_{p}dp}
dalle espressioni delle capacità termiche, e dalle definizioni del coefficiente di dilatazione termica, comprimibilità isoterma, e comprimibilità isoentropica:
{\displaystyle \alpha ={\frac {1}{v}}\left({\frac {\partial v}{\partial T}}\right)_{p}}
{\displaystyle \beta ={\frac {1}{v}}\left({\frac {\partial v}{\partial p}}\right)_{T}}
{\displaystyle \kappa ={\frac {1}{v}}\left({\frac {\partial v}{\partial p}}\right)_{s}}
siccome per la regola della catena:
{\displaystyle \left({\frac {\partial p}{\partial T}}\right)_{v}=-{\frac {1}{(\partial T/\partial v)_{p}(\partial v/\partial p)_{T}}}={\frac {(\partial v/\partial T)_{p}}{-(\partial v/\partial p)_{T}}}={\frac {\alpha }{\beta }}}
si ottengono così finalmente le equazioni TdS:
{\displaystyle Tds=c_{v}dT-{\frac {\alpha T}{\beta }}dv}
{\displaystyle Tds=c_{p}dT-\alpha Tvdp}
Da cui sostituendo il primo membro TdS si ricava:
{\displaystyle c_{p}-c_{v}={\frac {\alpha ^{2}Tv}{\beta }}}
ovvero, esprimendo nella densità numerica n che è l'inverso del volume specifico:
{\displaystyle c_{p}-c_{v}={\frac {\alpha ^{2}T}{\beta n}}}

## Gas ideale
Per un gas perfetto, che appartiene ai sistemi termodinamici semplici, la relazione di Mayer ha le seguenti espressioni tutte equivalenti tra loro, in ordine dalla più teorica impiegata nella meccanica statistica alla più impiegata nelle scienze applicate:
1. {\displaystyle c_{p}=c_{v}+1}
[6] con {\displaystyle c_{p}} e {\displaystyle c_{v}} i calori specifici adimensionali rispettivamente a pressione e volume specifico costante;
2. {\displaystyle c_{p}=c_{v}+R}
con {\displaystyle c_{p}} e {\displaystyle c_{v}} i calori specifici molari rispettivamente a pressione e volume specifico costante e {\displaystyle R} costante dei gas universale (quindi in forma molare);
3. {\displaystyle c_{p}'=c_{v}'+R'}
con {\displaystyle R'} costante specifica dei gas pari a {\displaystyle R'={R/m}} dove m è la massa molare della sostanza, {\displaystyle c_{p}'} e {\displaystyle c_{v}'} i calori specifici per unità di massa rispettivamente a pressione e volume costante.
4. {\displaystyle C_{p}=C_{V}+NR=C_{V}+MR'}
con {\displaystyle C_{p}} e {\displaystyle C_{V}} le capacità termiche rispettivamente a pressione e volume costante e N e M sono rispettimavente la quantità e la massa della sostanza.

Per le dimostrazioni invece si dà qui la precedenza alla spiegazione più usata nelle scienze applicate per poi presentare quella equivalente valida per i calori adimensionali.
Per un gas reale può essere adottata una correzione a questa relazione a seconda del tipo di differenza del comportamento da un gas ideale: spesso questa relazione può essere valida in prima approssimazione anche per un gas reale.

### Dimostrazione per i calori molari
Per ottenere la relazione di Mayer per un gas perfetto nella forma di differenza tra i calori molari si consideri una quantità di sostanza N di gas perfetto che acquista una certa quantità di calore infinitesima a pressione costante:
{\displaystyle \delta Q_{p}=N\,c_{p}\ \mathrm {d} T}
si avrà una variazione della temperatura corrispondente a {\displaystyle \mathrm {d} T} proporzionale al calore molare a pressione costante {\displaystyle c_{p}}. Il primo principio della termodinamica per questa trasformazione si esprime:
{\displaystyle \delta Q_{p}=\mathrm {d} U+\delta W}
da cui:
{\displaystyle Nc_{p}\ \mathrm {d} T=Nc_{v}\ \mathrm {d} T+p\ \mathrm {d} V}
per l'equazione di stato dei gas ideali, l'ultimo termine si può scrivere:
{\displaystyle p\ \mathrm {d} V=NR\ \mathrm {d} T}
per cui abbiamo:
{\displaystyle Nc_{p}\ \mathrm {d} T=Nc_{v}\ \mathrm {d} T+NR\ \mathrm {d} T=N(c_{v}+R)\ \mathrm {d} T}
semplificando si ottiene la relazione di Mayer tra i calori molari.

### Dimostrazione per i calori adimensionali
Si ottiene ora la relazione di Mayer per un gas perfetto nella forma di differenza tra i calori adimensionali.
In termodinamica il calore specifico isocoro (cv), ovvero a densità numerica costante, corrisponde alla derivata parziale dell'energia interna specifica (cioè per quantità di sostanza) rispetto alla temperatura:
{\displaystyle c_{v}={\frac {\partial u}{\partial T}}}
Il calore specifico isobaro (cp), ovvero a pressione costante, coincide con la derivata parziale dell'entalpia specifica rispetto alla temperatura:
{\displaystyle c_{p}={\frac {\partial h}{\partial T}}}
Dalla definizione di entalpia specifica (h = u + p/n;), si ha che la differenza tra i calori adimensionali cp e cv è pari a:
{\displaystyle {\frac {\partial h}{\partial T}}={\frac {\partial \left(u+{\frac {p}{n}}\right)}{\partial T}}={\frac {\partial u}{\partial T}}+{\frac {\partial \left({\frac {p}{n}}\right)}{\partial T}}}
essendo p e n; la pressione e la densità numerica del sistema termodinamico preso in esame.
La relazione costitutiva dei gas ideali, ovvero la loro equazione di stato è esprimibile semplicemente nella forma teorica:
{\displaystyle p=n\,T}
da cui deriva che la derivata rispetto alla temperatura della differenza fra l'entalpia specifica e l'energia interna specifica per i gas ideali vale semplicemente:
{\displaystyle {\frac {\partial ({\frac {p}{n}})}{\partial T}}={\frac {\partial (T)}{\partial T}}=1}
da cui:
{\displaystyle c_{p}=c_{v}+1}